# Thesaurus (album)
Pour les articles homonymes, voir Thésaurus.
Thesaurus est un album du pianiste-compositeur-arrangeur américain Clare Fischer, enregistré et sorti en 1969 chez Atlantic Records. Réédité en 1979 sous le titre «Twas Only Yesterday par Discovery Records et sur CD, à nouveau par Discovery, en 1988 dans le cadre d’un CD intitulé Waltz, comprenant à la fois Thesaurus et le LP de 1980, Duality. En 2000, Thesaurus a bénéficié d’une réédition CD dédiée sous son titre original par Koch Records.

## Réception
Ken Dryden a chroniqué Thesaurus pour Allmusic : « Les arrangements de premier ordre de Fischer font ressortir le meilleur de ses musiciens… La grille harmonique bien conçue du "Upper Manhattan Medical Group" de Billy Strayhorn swing puissamment. Le chef fait même une rare apparition au saxophone alto dans le bref In Memoriam, dédié à l’assassinat des frères Kennedy. »
  

Une critique de Martin Williams dans le New York Times écrite peu de temps après la sortie originale de l’album : 
 La pianiste de la côte ouest Clare Fischer a fait ce que je souhaite que Monk fasse : il a écrit ses propres arrangements de big band ; les résultats sont admirables. Fischer peut faire chuchoter, chanter, crier, louer, expliquer, cajoler, proclamer ses ensembles. Il n’a pas peur d’être simple quand la simplicité fonctionnera ; il peut écrire pour un simple quintette au sein de l’ensemble quand il le souhaite. Les solos du saxophoniste ténor Warne Marsh, en particulier, et du saxophoniste baryton Bill Perkins sont les meilleurs que j’ai entendu de ces hommes, mais, à l’exception du chef, certains des autres improvisateurs se limitent aux idées des autres. 

## Liste des pistes
Toutes les compositions sont de Clare Fischer sauf indication contraire. Toutes les pistes sont arrangées par Clare Fischer à l’exception de Calamus, arrangé par le compositeur.
Face A
1. "The Duke" - 4:53
2. "Miles Behind" - 5:03
3. "Calamus" (Stewart Fischer) - 4:44
4. "Lennie’s Pennies" (Lennie Tristano) - 5:22

Face B
1. "Twas Only Yesterday" - 6:29
2. "Bitter Leaf" (Stewart Fischer) - 6:58
3. "Upper Medical Medical Group" (Billy Strayhorn) - 4:11
4. "In Memoriam (John F. & Robert F. Kennedy)" - 1:55 (solo de sax alto - Clare Fischer)

## Personnel
- Clare Fischer - piano, piano électronique Fender-Rhodes
- Gary Foster - saxophone alto solo
- Kim Richmond - saxophone alto
- Louis Ciotti & Warne Marsh - saxophone ténor
- Bill Perkins - saxophone baryton
- John Lowe - saxophone basse
- Larry McGuire, Buddy Childers, Conte Candoli, Steve Huffsteter & Stewart Fischer - trompettes
- Gil Falco, Charley Loper & David Sanchez - trombones
- Morris Repass - trombone basse
- Chuck Domanico - basse
- Larry Bunker - batterie

Sur "Calamus", "Bitter Leaf" et "Upper Manhattan Medical Group", Buddy Childers est remplacé par John Audino. 